# Where There’s A Will
Where There’s A Will is een komische film uit 1936 met Will Hay in de hoofdrol, geregisseerd door William Beaudine. Hay schreef mee aan het draaiboek; de film was een productie van Gainsborough Pictures. In deze film speelt Hay het personage Benjamin Stubbins (de meeste van zijn rollen heetten immers Benjamin), een verpauperde advocaat met een alcoholverslaving, die ongewild in een bankroof verstrikt geraakt.
Hier speelt voor het eerst een jonge Graham Moffatt aan de zijde van Hay; hij vertolkt niet zijn typetje Albert, maar speelt in plaats daarvan een kantoorhulpje. Uit hetzelfde jaar dateert echter ook Windbag the Sailor, waarin Moffatt als Albert optreedt en waarin tevens Moore Marriott meespeelt, die in Where There’s A Will afwezig is. Norma Varden, de Olivia uit Windbag the Sailor, speelt hier Lady Wimpleton, de zuster van Hay. Deze film bevat een aantal Amerikaanse personages, namelijk uit de New Yorkse maffia, die dan ook door de Amerikaanse acteurs Hartley Power en Gina Malo alsook de Canadees Eddie Houghton worden vertolkt.

## Verhaal
Benjamin Stubbins is naar eigen zeggen een advocaat, vastgoedmakelaar, veilingmeester, belastingadviseur, patentverstrekker en incassoagent. Hij heeft zijn eigen kantoor, maar de zaken gaan niet goed voor hem. Zijn bureau is een enorme chaos, de elektriciteitsmaatschappij snijdt zijn stroom af en zijn telefoon wordt geconfisqueerd. Hij heeft reeds heel lang geen enkele klant meer gehad. Ook zijn kantoorhulp heeft hij reeds weken niet meer betaald. Hij drinkt voortdurend alcohol.
Zijn dochter Barbara woont in bij Benjamins zuster, die getrouwd is met Sir Roger Wimpleton en op een royaal landgoed vertoeft. Stubbins is weduwnaar en zijn zwager heeft de taak op zich genomen, Barbara in een welstellende omgeving met hoog sociaal aanzien op te voeden. Benjamin stuurt een brief naar Barbara met de belofte dat hij, ondanks zijn vele drukke bezigheden, naar haar verjaardag zal komen. Sir Roger heeft een hekel aan Stubbins en beschouwt hem als een grote mislukkeling.
Stubbins’ hospita wil hem eruit gooien en verbiedt hem te ontbijten. Tijdens het gesprek in de gang zoekt Stubbins naar uitvluchten. Een andere gast in het hotel, die later de gangster Nick zal blijken te zijn, hoort dit en plaatst in het geniep een briefje van £ 5 in zijn zakken, waarmee hij de rekening kan betalen.
Stubbins reist op de bumper van een vrachtwagen naar het landgoed van de Wimpletons. Na het begroeten van zijn dochter neemt Sir Roger hem terzijde en berispt hem: hij wil geen herhaling van de vorige twee bezoeken van Stubbins, toen hij zichzelf en de butler dronken voerde en elkeen beschaamde. Alle drank zit achter slot en grendel. Terwijl de anderen weg zijn om Lord Burbanke te ontmoeten, de vader van Barbara’s potentiële verloofde, speelt Stubbins een spelletje snooker met zichzelf. Hij roept per ongeluk de butler Martin, een geheelonthouder, en overtuigt hem dat hij aan verschrikkelijke krampen lijdt, waartegen een beetje sterkedrank de enige remedie is. De butler heeft kiespijn, en Stubbins overtuigt hem dat sterkedrank daartegen helpt. Uiteindelijk bezatten de twee zich en spelen snooker en darts. Sir Roger ontslaat Martin en gooit Stubbins eruit.
In Hotel Astoria ontmoeten gangsters Duke Wilson en Goldie Kelly hun oude kompaan Nick, die Slug, hun helper, op straat tegen het lijf liep. Het viertal plant een roof van de bank die zich onder het kantoor van Stubbins bevindt. Nick en Slug zoeken Stubbins op diens kantoor op en vragen of hij met onmiddellijke ingang een belangrijke zaak kan aannemen. Ze nemen hem mee naar het Astoria, alwaar Goldie en Duke zich als Gloria McCrachan en Douglas Wilson, haar voogd, voordoen. McCrachan zou de afstammelinge van een Schotse clan zijn en zodoende de rechtmatige erfgenaam van een kasteel: dit moet Stubbins bewijzen middels een genealogisch onderzoek. Duke biedt hem meteen £ 150 voorschot aan.
Stubbins neemt de zaak zeer ernstig en gaat hard aan het werk. Hij knapt ook zijn bureau op, steekt zichzelf en de kantoorhulp in het nieuw en koopt een kostbaar verjaardagsgeschenk voor zijn dochter. De gangsters zijn gealarmeerd wanneer hij vertelt dat hij die avond laat op kantoor zal blijven. Duke en Goldie gaan het middagmaal op restaurant nuttigen. Daar ontmoet Goldie Sir Roger en poogt hem te verleiden. Uiteindelijk nodigt hij de beiden uit op het kerstfeest op zijn landgoed.
Margaret en Barbara zijn in de stad en willen Stubbins bezoeken. Wanneer hij hen in Dukes suite van Hotel Astoria ontvangt, gaan ze er verkeerdelijk van uit dat de suite van hem is, en hij wil geen gezichtsverlies lijden. Wanneer Duke terugkomt, moedigt hij Stubbins aan om zijn zuster en dochter in de waan te laten, en zelfs om die avond een feestje te bouwen, zodat de kust vrij is voor de gangsters om vanuit Stubbins kantoor in de bank in te breken.
’s Avonds tijdens het feestje valt Stubbins te binnen dat hij het verjaardagsgeschenk voor Barbara op kantoor heeft gelaten. In zijn bureau stuit hij op de gangsters, die een gat in de vloer hebben gezaagd. Ze slaan hem bewusteloos en zetten zijn vingerafdrukken op de kluis van de bank. Wanneer de politie de zaak onderzoekt, poogt hij wanhopig om overal zijn vingerafdrukken te verwijderen. De gangsters bieden hem een deel van de buit aan, maar hij wil het niet aannemen. Ze raden hem aan, naar het platteland te vluchten.
Op het kerstfeest bij Sir Roger, dat een verkleed bal is, infiltreren de gangsters als gasten, met de bedoeling de kostbare geschenken te roven die Sir Roger voor alle gasten heeft voorzien en die om middernacht door de Kerstman via de schoorsteen bezorgd moeten worden. Het is de gewezen butler Martin die de Kerstman moet spelen, maar Stubbins overtuigt hem, het kostuum aan hem te geven. Wanneer om middernacht de geschenken uitgedeeld worden, overvallen de maffiosi de gasten en dwingen hen al hun kostbaarheden af te staan. Er zingt echter net een groep politieagenten kerstliederen voor de deur. Er volgt een dolle achtervolging door het landhuis. Stubbins slaat Nick en Slug bewusteloos en uiteindelijk slaagt Detective Collins erin, Duke en Goldie te overmeesteren. Stubbins trekt zijn Kerstmanvermomming af, vertelt de detective dat zij degenen waren die de bank overvielen en deelt de geschenken opnieuw uit. Sir Roger is eindelijk trots op Stubbins en geeft toe dat hij nu toch wel een drankje heeft verdiend.